# Skórzno
Skórzno [pronunciación en polaco: /ˈskuʐnɔ/] es un pueblo situado en el municipio (gmina) de Fabianki, en el distrito de Włocławek, voivodato de Cuyavia y Pomerania, Polonia. Según el censo de 2011, tiene una población de 224 habitantes.
Está situado aproximadamente 3 kilómetros al sudeste de Fabianki, 8 kilómetros al noreste de Włocławek, y 51 kilómetros al sudeste de Toruń.